# Champtoceaux
Champtoceaux és un municipi francès situat al departament de Maine i Loira i a la regió de País del Loira. L'any 2007 tenia 2.221 habitants.

## Demografia

### Població
El 2007 la població de fet de Champtoceaux era de 2.221 persones. Hi havia 852 famílies de les quals 210 eren unipersonals (82 homes vivint sols i 128 dones vivint soles), 253 parelles sense fills, 350 parelles amb fills i 39 famílies monoparentals amb fills.
La població ha evolucionat segons el següent gràfic:
Habitants censats

### Habitatges
El 2007 hi havia 1.007 habitatges, 863 eren l'habitatge principal de la família, 76 eren segones residències i 68 estaven desocupats. 927 eren cases i 73 eren apartaments. Dels 863 habitatges principals, 639 estaven ocupats pels seus propietaris, 207 estaven llogats i ocupats pels llogaters i 17 estaven cedits a títol gratuït; 21 tenien una cambra, 42 en tenien dues, 118 en tenien tres, 228 en tenien quatre i 454 en tenien cinc o més. 668 habitatges disposaven pel capbaix d'una plaça de pàrquing. A 327 habitatges hi havia un automòbil i a 473 n'hi havia dos o més.

### Piràmide de població
La piràmide de població per edats i sexe el 2009 era:
| Homes | Edats   | Dones |
| ----- | ------- | ----- |
| 4     | 95 o +  | 8     |
| 4     | 90 a 94 | 16    |
| 20    | 85 a 89 | 20    |
| 8     | 80 a 84 | 16    |
| 36    | 75 a 79 | 56    |
| 8     | 70 a 74 | 36    |
| 32    | 65 a 69 | 8     |
| 60    | 60 a 64 | 52    |
| 40    | 55 a 59 | 40    |
| 76    | 50 a 54 | 36    |
| 72    | 45 a 49 | 76    |
| 44    | 40 a 44 | 32    |
| 64    | 35 a 39 | 72    |
| 52    | 30 a 34 | 72    |
| 88    | 25 a 29 | 52    |
| 52    | 20 a 24 | 32    |
| 48    | 15 a 19 | 52    |
| 64    | 10 a 14 | 64    |
| 64    | 5 a 9   | 52    |
| 60    | 0 a 4   | 64    |

## Economia
El 2007 la població en edat de treballar era de 1.374 persones, 1.085 eren actives i 289 eren inactives. De les 1.085 persones actives 1.033 estaven ocupades (538 homes i 495 dones) i 52 estaven aturades (18 homes i 34 dones). De les 289 persones inactives 122 estaven jubilades, 86 estaven estudiant i 81 estaven classificades com a «altres inactius».

### Ingressos
El 2009 a Champtoceaux hi havia 923 unitats fiscals que integraven 2.431,5 persones, la mediana anual d'ingressos fiscals per persona era de 18.199 €.

### Activitats econòmiques
Dels 77 establiments que hi havia el 2007, 2 eren d'empreses extractives, 2 d'empreses alimentàries, 1 d'una empresa de fabricació d'altres productes industrials, 15 d'empreses de construcció, 12 d'empreses de comerç i reparació d'automòbils, 6 d'empreses de transport, 6 d'empreses d'hostatgeria i restauració, 1 d'una empresa d'informació i comunicació, 2 d'empreses financeres, 3 d'empreses immobiliàries, 11 d'empreses de serveis, 9 d'entitats de l'administració pública i 7 d'empreses classificades com a «altres activitats de serveis».
Dels 28 establiments de servei als particulars que hi havia el 2009, 1 era una oficina d'administració d'Hisenda pública, 1 gendarmeria, 1 oficina de correu, 3 oficines bancàries, 1 taller de reparació d'automòbils i de material agrícola, 2 paletes, 5 guixaires pintors, 3 fusteries, 3 lampisteries, 2 perruqueries, 3 restaurants, 2 agències immobiliàries i 1 saló de bellesa.
Dels 5 establiments comercials que hi havia el 2009, 1 era un supermercat, 1 una fleca, 1 una llibreria, 1 una botiga de mobles i 1 una floristeria.
L'any 2000 a Champtoceaux hi havia 39 explotacions agrícoles que ocupaven un total de 559 hectàrees.

## Equipaments sanitaris i escolars
L'únic equipament sanitari que hi havia el 2009 era una farmàcia.
El 2009 hi havia 1 escola maternal i 2 escoles elementals. Champtoceaux disposava de 2 col·legis d'educació secundària amb 699 alumnes.

## Poblacions més properes
El següent diagrama mostra les poblacions més properes.